# Kulltjärnen (Östmarks socken, Värmland)
Kulltjärnen är en sjö i Torsby kommun i Värmland och ingår i Göta älvs huvudavrinningsområde.